# Perla
Perla (polska nazwa: widelnica) – rodzaj owadów z rzędu widelnic (Plecoptera). Opisano około 30 gatunków należących do tego rodzaju. Występują w Europie, na niektórych obszarach Azji, w Afryce Północnej i w południowej części Ameryki Południowej.
Niektóre gatunki
- Perla abdominalis Guérin-Méneville, 1838
- Perla  aegyptiaca Pictet, 1841
- Perla bipunctata Pictet, 1833 – widelnica dwukropka
- Perla blanchardi Jacobson & Bianchi, 1905
- Perla burmeisteriana Claassen, 1936 – widelnica ciemnogłowa
- Perla carantana Sivec & Graf, 2002
- Perla carletoni Banks, 1920
- Perla caucasica Guérin-Méneville, 1838
- Perla caudata Klapálek, 1921
- Perla comstocki Wu, 1937
- Perla coulonii Pictet, 1841
- Perla cymbele Needham, 1909
- Perla marginata (Panzer, 1799) – widelnica paskowana